# Spinifulgur
Spinifulgur is een geslacht van uitgestorven weekdieren uit de klasse van de Gastropoda (slakken).

## Soort
- Spinifulgur spiniger (Conrad, 1848) †